# Melissa Farley
Melissa Farley (1942) es una psicóloga clínica estadounidense, investigadora y feminista en contra de la pornografía y la prostitución. Farley es conocida por sus estudios sobre los efectos de la prostitución, trata de personas y violencia sexual. Es fundadora y directora de la organización Prostitution Research and Education en San Francisco, Estados Unidos.

## Carrera
Farley ejerce de psicóloga clínica. Ha trabajado para agencias, gobiernos, centros médicos y defensores de las mujeres en prostitución y víctimas de trata de personas. Estos grupos incluyen la Organización de las Naciones Unidas, el Medical Examining Board de California, el Departamento de Estado de los Estados Unidos, el Centro de Estudios Indígenas del Mundo (CWIS), la Minnesota Indian Women's Sexual Assault Coalition, Refuge House, Breaking Free, Veronica's Voice y el Cambodian Women's Crisis Center. Farley tiene 50 publicaciones en el campo de violencia contra las mujeres, la mayoría ellos acerca de la prostitución, la pornografía y el tráfico de mujeres. Su investigación ha sido utilizada por gobiernos en Sudáfrica, Canadá, Francia, Nueva Zelanda, Ghana, Escocia, Suecia, el Reino Unido y los Estados Unidos para desarrollar educación y políticas sobre la prostitución y tráfico humano.

### Investigación

#### Mujeres en prostitución
Desde 1993, Farley ha investigado la prostitución y tráfico en 14 países. Ha publicado múltiples estudios sobre mujeres prostituidas en los que encontró altas tasas de violencia y trastorno de estrés postraumático en el comercio de sexo.
En un artículo de 2003 resume la investigación de la prostitución en nueve países (Canadá, Colombia, Alemania, México, Sudáfrica, Tailandia, Turquía, los EE. UU. y Zambia), Farley y otros entrevistaron a 854 personas (782 mujeres y chicas, 44 personas transgénero y 28 hombres) actualmente en prostitución o habiéndola abandonado recientemente. Basándose en entrevistas y cuestionarios, los autores del artículo informaron de altos índices de violencia y estrés postraumático: el 71% de las encuestadas habían sido agredidas físicamente cuando ejercían la prostitución, el 63% había sido violadas y el 68% cumplían los criterios de diagnóstico del trastorno de estrés postraumático. El 89% dijeron querer dejar la prostitución pero no les era posible.
En este estudio de 2004, Farley y sus coautores mantienen que ciertos mitos sobre la prostitución contradicen los datos empíricos. Según los autores, estos mitos incluyen la idea de que la prostitución en la calle es peor que la prostitución en otros lugares, que la prostitución masculina difiere cualitativamente de la femenina, que las mujeres participan en la prostitución voluntariamente, que la mayoría de las prostitutas son adictas a las drogas, que existe una diferencia cualitativa entre prostitución y tráfico de personas, y que legalizar o decriminalizar la prostitución reduciría los daños.
En 2007, Farley publicó un libro sobre la prostitución y tráfico de personas en Nevada, basándose en una investigación para la Oficina de Tráfico de Personas del Departamento de Estado de EE. UU., Farley concluyó que, aunque Nevada tiene burdeles legales, el 90% de la prostitución era ilegal, a menudo en Las Vegas un importante destino para el tráfico de personas. El 81% de las 45 mujeres en prostitución en burdeles legales querían huir de la prostitución, pero no les era posible.

#### Hombres que compran sexo
Farley ha sido coautora de una serie de estudios sobre los hombres que compran sexo.  En el estudio de 2015, publicado en la revista Journal of Interpersonal Violence, concluyó que los compradores de sexo comparten muchas similitudes con otros hombres que utilizan la coerción sexual. Las actitudes y comportamientos de cosificación y deshumanización hacia las mujeres en prostitución (y mujeres en general) eran comunes entre los compradores de sexo, pero no entre los hombres que eligen no comprar sexo.

### Prostitution Research and Education
Farley es fundadora y directora de Prostitution Research and Education, una organización sin ánimo de lucro dedicada a la investigación sobre prostitución, pornografía y tráfico de personas. Ofrece educación y consultas para otros investigadores, supervivientes y educación de ofertas y consulta a otros investigadores, supervivientes, el públicos y responsables políticos. Su objetivo es la abolición de la institución de la prostitución, a la vez que ofrecer alternativas al tráfico y la prostitución, incluyendo atención médica y emocional para mujeres en prostitución.

## Activismo
Melissa Farley apoya el modelo legal nórdico sobre la prostitución, hoy vigente en Suecia, Noruega, Islandia, Irlanda del Norte, Francia e Irlanda. El modelo nórdico decriminaliza a las mujeres, hombres y transgénero en prostitución, pero criminaliza a aquellos que les explotan: compradores de sexo y proxenetas. También ofrece apoyo y servicios de salida para aquellos que escapan de la prostitución.
En los años 1980, antes de su empezar su investigación sobre la prostitución, Farley ejerció la desobediencia civil junto con Nikki Craft y otros como protesta contra imágenes en la pornografía que mostraban mujeres siendo violadas, torturadas y asesinadas. Farley fue detenida 13 veces en nueve estados por sus acciones. En marzo de 2007, testificó en las audiencias de Kink.com sobre la compra del San Francisco Armory, comparando las imágenes de la compañía a las del abuso de prisioneros en Abu Ghraib.